# Vanni travancorica
Vanni travancorica is een krabbensoort uit de familie van de Gecarcinucidae. De wetenschappelijke naam van de soort is voor het eerst geldig gepubliceerd in 1913 door Henderson.